# Cyanoderma pyrrhops
A Cyanoderma pyrrhops a madarak osztályának verébalakúak (Passeriformes) rendjébe és a timáliafélék (Timaliidae) családjába tartozó faj.

## Rendszerezése
A fajt Edward Blyth angol zoológus írta le 1844-ben, a Stachyris nembe Stachyris pyrrhops néven. Besorolása vitatott, egyes szervezetek a Stachyridopsis nembe sorolják Stachyridopsis pyrrhops néven.

## Előfordulása
A Himalája lejtőin, India, Nepál és Pakisztán területén honos. Természetes élőhelyei a mérsékelt övi erdők és cserjések, valamint szubtrópusi vagy trópusi síkvidéki esőerdők. Állandó, nem vonuló faj.

## Megjelenése
Testhossza 10 centiméter, testtömege 8-12 gramm.
|  |

## Természetvédelmi helyzete
Az elterjedési területe nagyon nagy, egyedszáma pedig stabil. A Természetvédelmi Világszövetség Vörös listáján nem fenyegetett fajként szerepel.